# Gustave de Chassiron
Pour les articles homonymes, voir Chassiron.
Alexandre Charles Gustave Martin de Chassiron est un homme politique français né le 26 avril 1791 à La Rochelle (Charente-Maritime) et mort le 10 novembre 1868 au château de Beauregard (Charente-Maritime).

## Biographie
Fils du baron Pierre-Charles Martin de Chassiron (1753–1825), il est auditeur au Conseil d'État en 1811, puis directeur de la police à Osnabrück. Il est ensuite sous-préfet de l'arrondissement de La Rochelle en 1814, puis de celui de Rochefort-sur-Mer en 1816.
Conseiller général pour le canton de Courçon, il est député de la Charente-Inférieure de 1831 à 1848, siégeant avec la majorité conservatrice soutenant la Monarchie de Juillet. 
Il est sénateur du Second Empire de 1854 à 1868.
Marié à la sœur de Félix Cossin, il est le père de Charles Gustave Martin de Chassiron.

## Sources
- « Gustave de Chassiron », dans Adolphe Robert et Gaston Cougny, Dictionnaire des parlementaires français, Edgar Bourloton, 1889-1891 [détail de l’édition]